# Lista de vitórias da Austrália na Fórmula 1
Relacionamos a seguir as vitórias obtidas pela Austrália no mundial de Fórmula 1 num total de cinquenta e uma até o campeonato de 2025.

## Resumo

### Jack Brabham fez história
Condecorado por participar da Segunda Guerra Mundial como piloto da Royal Air Force, Tony Gaze foi o primeiro representante da Oceania a correr na Fórmula 1 estreando na Bélgica em 1952, ano que participou de mais duas provas e tentou classificar-se para correr na Itália, mas não obteve sucesso.
Três anos depois Jack Brabham estreou pela Cooper na Grã-Bretanha em 1955 e disputou provas esparsamente até sua primeira temporada regular em 1958 estabelecendo um vínculo profícuo com Mônaco, onde foi o quarto colocado naquele ano e venceu em 1959. Campeão em 1959 e 1960 e também ex-mecânico da Royal Air Force, ele alcançou o quarto lugar no ranking de vitórias da Fórmula 1 antes de se aposentar (dividindo esta posição com Graham Hill), foi o nono colocado nas 500 Milhas de Indianápolis de 1961 e após correr usando carros da Lotus pela Rob Walker Racing Team durante parte de 1962, estreou o seu próprio time na Alemanha pouco antes de Bruce McLaren e Dan Gurney criarem McLaren e Eagle na mesma década. Graças aos brios de seu criador, a Brabham marcou os primeiros pontos nos EUA e pelas mãos de Dan Gurney subiu ao pódio com o terceiro lugar na Bélgica em 1963 e venceu sua primeira corrida na França em 1964. Presente nas pistas até o Grande Prêmio da Hungria de 1992, a equipe foi campeã mundial com Jack Brabham em 1966 num caso único de título para um piloto-construtor e após ser comprada por Bernie Ecclestone teve entre seus pilotos Niki Lauda e Nelson Piquet sendo que o brasileiro foi campeão no time por duas vezes.
Jack Brabham se aposentou em 1970 e nos Países Baixos em 1975 estreou Alan Jones, campeão mundial na Williams em 1980 e na década de 1990 a Austrália foi eventualmente representada por Gary Brabham e David Brabham até a estreia de Mark Webber em 2002 pela Minardi e quando este deixou a categoria, seu lugar na Red Bull foi entregue ao conterrâneo, Daniel Ricciardo, o qual despediu-se das pistas após treze anos, alguns deles como piloto de outras equipes e em outros como participante esporádico. O retorno australiano ao primeiro time da Fórmula 1 aconteceu no Grande Prêmio do Barém de 2023, com a estreia de Oscar Piastri ao volante da McLaren.

## Vitórias australianas por ano
O melhor resultado de um australiano em corridas válidas pelo mundial de Fórmula 1 no seu país foi o quarto lugar de Mark Webber pela Red Bull em 2012.
- Ano de 1959

| Grande Prêmio | Circuito   | Data da corrida | Vencedor     | Carro  | Motor  | Referências |
| ------------- | ---------- | --------------- | ------------ | ------ | ------ | ----------- |
| Mônaco        | Montecarlo | 10 de maio      | Jack Brabham | Cooper | Climax | [ 9 ]       |
| Grã-Bretanha  | Aintree    | 18 de julho     | Jack Brabham | Cooper | Climax | [ 10 ]      |

- Ano de 1960

| Grande Prêmio | Circuito          | Data da corrida | Vencedor     | Carro  | Motor  | Referências |
| ------------- | ----------------- | --------------- | ------------ | ------ | ------ | ----------- |
| Países Baixos | Zandvoort         | 6 de junho      | Jack Brabham | Cooper | Climax | [ 11 ]      |
| Bélgica       | Spa-Francorchamps | 19 de junho     | Jack Brabham | Cooper | Climax | [ 12 ]      |
| França        | Reims-Gueux       | 3 de julho      | Jack Brabham | Cooper | Climax | [ 13 ]      |
| Grã-Bretanha  | Silverstone       | 16 de julho     | Jack Brabham | Cooper | Climax | [ 14 ]      |
| Portugal      | Porto             | 14 de agosto    | Jack Brabham | Cooper | Climax | [ 15 ]      |

- Ano de 1966

| Grande Prêmio | Circuito     | Data da corrida | Vencedor     | Carro   | Motor | Referências |
| ------------- | ------------ | --------------- | ------------ | ------- | ----- | ----------- |
| França        | Reims-Gueux  | 3 de julho      | Jack Brabham | Brabham | Repco | [ 16 ]      |
| Grã-Bretanha  | Brands Hatch | 16 de julho     | Jack Brabham | Brabham | Repco | [ 17 ]      |
| Países Baixos | Zandvoort    | 24 de julho     | Jack Brabham | Brabham | Repco | [ 18 ]      |
| Alemanha      | Nürburgring  | 7 de agosto     | Jack Brabham | Brabham | Repco | [ 19 ]      |

- Ano de 1967

| Grande Prêmio | Circuito     | Data da corrida | Vencedor     | Carro   | Motor | Referências |
| ------------- | ------------ | --------------- | ------------ | ------- | ----- | ----------- |
| França        | Le Mans      | 2 de julho      | Jack Brabham | Brabham | Repco | [ 20 ]      |
| Canadá        | Mosport Park | 27 de agosto    | Jack Brabham | Brabham | Repco | [ 21 ]      |

- Ano de 1970

| Grande Prêmio | Circuito | Data da corrida | Vencedor     | Carro   | Motor | Referências |
| ------------- | -------- | --------------- | ------------ | ------- | ----- | ----------- |
| África do Sul | Kyalami  | 7 de março      | Jack Brabham | Brabham | Ford  | [ 22 ]      |

- Ano de 1977

| Grande Prêmio | Circuito       | Data da corrida | Vencedor   | Carro  | Motor | Referências |
| ------------- | -------------- | --------------- | ---------- | ------ | ----- | ----------- |
| Áustria       | Österreichring | 14 de agosto    | Alan Jones | Shadow | Ford  | [ 23 ]      |

- Ano de 1979

| Grande Prêmio | Circuito       | Data da corrida | Vencedor   | Carro    | Motor | Referências |
| ------------- | -------------- | --------------- | ---------- | -------- | ----- | ----------- |
| Alemanha      | Hockenheim     | 29 de julho     | Alan Jones | Williams | Ford  | [ 24 ]      |
| Áustria       | Österreichring | 12 de agosto    | Alan Jones | Williams | Ford  | [ 25 ]      |
| Países Baixos | Zandvoort      | 26 de agosto    | Alan Jones | Williams | Ford  | [ 26 ]      |
| Canadá        | Montreal       | 30 de setembro  | Alan Jones | Williams | Ford  | [ 27 ]      |

- Ano de 1980

| Grande Prêmio | Circuito     | Data da corrida | Vencedor   | Carro    | Motor | Referências |
| ------------- | ------------ | --------------- | ---------- | -------- | ----- | ----------- |
| Argentina     | Buenos Aires | 13 de janeiro   | Alan Jones | Williams | Ford  | [ 28 ]      |
| França        | Paul Ricard  | 29 de junho     | Alan Jones | Williams | Ford  | [ 29 ]      |
| Grã-Bretanha  | Silverstone  | 13 de julho     | Alan Jones | Williams | Ford  | [ 30 ]      |
| Canadá        | Montreal     | 28 de setembro  | Alan Jones | Williams | Ford  | [ 31 ]      |
| EUA (Leste)   | Watkins Glen | 5 de outubro    | Alan Jones | Williams | Ford  | [ 32 ]      |

- Ano de 1981

| Grande Prêmio  | Circuito   | Data da corrida | Vencedor   | Carro    | Motor | Referências |
| -------------- | ---------- | --------------- | ---------- | -------- | ----- | ----------- |
| Oeste dos EUA  | Long Beach | 15 de março     | Alan Jones | Williams | Ford  | [ 33 ]      |
| Caesars Palace | Las Vegas  | 17 de outubro   | Alan Jones | Williams | Ford  | [ 34 ]      |

- Ano de 2009

| Grande Prêmio | Circuito    | Data da corrida | Vencedor    | Carro    | Motor   | Referências |
| ------------- | ----------- | --------------- | ----------- | -------- | ------- | ----------- |
| Alemanha      | Nürburgring | 12 de julho     | Mark Webber | Red Bull | Renault | [ 35 ]      |
| Brasil        | Interlagos  | 18 de outubro   | Mark Webber | Red Bull | Renault | [ 36 ]      |

- Ano de 2010

| Grande Prêmio | Circuito    | Data da corrida | Vencedor    | Carro    | Motor   | Referências |
| ------------- | ----------- | --------------- | ----------- | -------- | ------- | ----------- |
| Espanha       | Barcelona   | 9 de maio       | Mark Webber | Red Bull | Renault | [ 37 ]      |
| Mônaco        | Montecarlo  | 16 de maio      | Mark Webber | Red Bull | Renault | [ 38 ]      |
| Grã-Bretanha  | Silverstone | 11 de julho     | Mark Webber | Red Bull | Renault | [ 39 ]      |
| Hungria       | Hungaroring | 1º de agosto    | Mark Webber | Red Bull | Renault | [ 40 ]      |

- Ano de 2011

| Grande Prêmio | Circuito   | Data da corrida | Vencedor    | Carro    | Motor   | Referências |
| ------------- | ---------- | --------------- | ----------- | -------- | ------- | ----------- |
| Brasil        | Interlagos | 27 de novembro  | Mark Webber | Red Bull | Renault | [ 41 ]      |

- Ano de 2012

| Grande Prêmio | Circuito    | Data da corrida | Vencedor    | Carro    | Motor   | Referências |
| ------------- | ----------- | --------------- | ----------- | -------- | ------- | ----------- |
| Mônaco        | Montecarlo  | 27 de maio      | Mark Webber | Red Bull | Renault | [ 42 ]      |
| Grã-Bretanha  | Silverstone | 8 de julho      | Mark Webber | Red Bull | Renault | [ 43 ]      |

- Ano de 2014

| Grande Prêmio | Circuito          | Data da corrida | Vencedor         | Carro    | Motor   | Referências |
| ------------- | ----------------- | --------------- | ---------------- | -------- | ------- | ----------- |
| Canadá        | Montreal          | 8 de junho      | Daniel Ricciardo | Red Bull | Renault | [ 44 ]      |
| Hungria       | Hungaroring       | 27 de julho     | Daniel Ricciardo | Red Bull | Renault | [ 44 ]      |
| Bélgica       | Spa-Francorchamps | 24 de agosto    | Daniel Ricciardo | Red Bull | Renault | [ 44 ]      |

- Ano de 2016

| Grande Prêmio | Circuito | Data da corrida | Vencedor         | Carro    | Motor     | Referências |
| ------------- | -------- | --------------- | ---------------- | -------- | --------- | ----------- |
| Malásia       | Sepang   | 2 de outubro    | Daniel Ricciardo | Red Bull | TAG Heuer | [ 45 ]      |

- Ano de 2017

| Grande Prêmio | Circuito | Data da corrida | Vencedor         | Carro    | Motor     | Referências |
| ------------- | -------- | --------------- | ---------------- | -------- | --------- | ----------- |
| Azerbaijão    | Baku     | 25 de junho     | Daniel Ricciardo | Red Bull | TAG Heuer | [ 46 ]      |

- Ano de 2018

| Grande Prêmio | Circuito   | Data da corrida | Vencedor         | Carro    | Motor     | Referências |
| ------------- | ---------- | --------------- | ---------------- | -------- | --------- | ----------- |
| China         | Xangai     | 15 de abril     | Daniel Ricciardo | Red Bull | TAG Heuer | [ 47 ]      |
| Mônaco        | Montecarlo | 27 de maio      | Daniel Ricciardo | Red Bull | TAG Heuer | [ 48 ]      |

- Ano de 2021

| Grande Prêmio | Circuito | Data da corrida | Vencedor         | Carro   | Motor    | Referências |
| ------------- | -------- | --------------- | ---------------- | ------- | -------- | ----------- |
| Itália        | Monza    | 12 de setembro  | Daniel Ricciardo | McLaren | Mercedes | [ 49 ]      |

- Ano de 2024

| Grande Prêmio | Circuito    | Data da corrida | Vencedor      | Carro   | Motor    | Referências |
| ------------- | ----------- | --------------- | ------------- | ------- | -------- | ----------- |
| Hungria       | Hungaroring | 21 de julho     | Oscar Piastri | McLaren | Mercedes | [ 50 ]      |
| Azerbaijão    | Baku        | 15 de setembro  | Oscar Piastri | McLaren | Mercedes | [ 51 ]      |

- Ano de 2025

| Grande Prêmio  | Circuito          | Data da corrida | Vencedor      | Carro   | Motor    | Referências |
| -------------- | ----------------- | --------------- | ------------- | ------- | -------- | ----------- |
| China          | Xangai            | 23 de março     | Oscar Piastri | McLaren | Mercedes | [ 52 ]      |
| Barém          | Sakhir            | 13 de abril     | Oscar Piastri | McLaren | Mercedes | [ 53 ]      |
| Arábia Saudita | Jidá              | 20 de abril     | Oscar Piastri | McLaren | Mercedes | [ 54 ]      |
| Miami          | Miami             | 4 de maio       | Oscar Piastri | McLaren | Mercedes | [ 55 ]      |
| Espanha        | Barcelona         | 1º de junho     | Oscar Piastri | McLaren | Mercedes | [ 56 ]      |
| Bélgica        | Spa-Francorchamps | 27 de julho     | Oscar Piastri | McLaren | Mercedes | [ 57 ]      |

## Vitórias por equipe
- Red Bull: 16
- Williams: 11
- McLaren: 9
- Cooper: 7
- Brabham: 7
- Shadow: 1